# Старые Горки (Казань)
Старые Горки (тат. Иске Горки) — бывшая деревня Горки, в настоящее время — посёлок (жилой массив) с малоэтажной застройкой в составе Казани.

## Территориальное расположение, границы
Посёлок Старые Горки находится в южной части Казани, на территории Приволжского района, к западу от жилого района Горки.
На западе и юге территория Старых Горок имеет чётко выраженную границу, проходящую вдоль широкой общегородской магистрали — Оренбургского тракта, плавно огибающего подножие холма, на котором расположен посёлок. Северная граница Старых Горок, имеющая ломаную линию, пролегает вдоль неширокой проезжей части трёх улиц — 2-я Туринской, Карбышева и Профессора Камая. И, наконец, восточная граница проходит по извилистой линии вдоль многоэтажной застройки жилого района Горки, частично проходя по улицам 4-я Калининградская и 2-я Героев Хасана.
Территорию расположенных на холме Старых Горок прорезает овраг, который делит посёлок на две неравные части. Начинаясь у восточной окраины Старых Горок, он извилистой волной постепенно спускается к его северо-западной части, выходя на улицу 2-ю Туринскую недалеко от Танкового кольца. Впрочем, в двух местах в восточной части этот овраг засыпан — там, где стоят высотные дома жилого комплекса «Романтика», а также в месте прохождения автомобильной дороги на стыке улиц 1-я Калининградская и Карбышева.

## Название

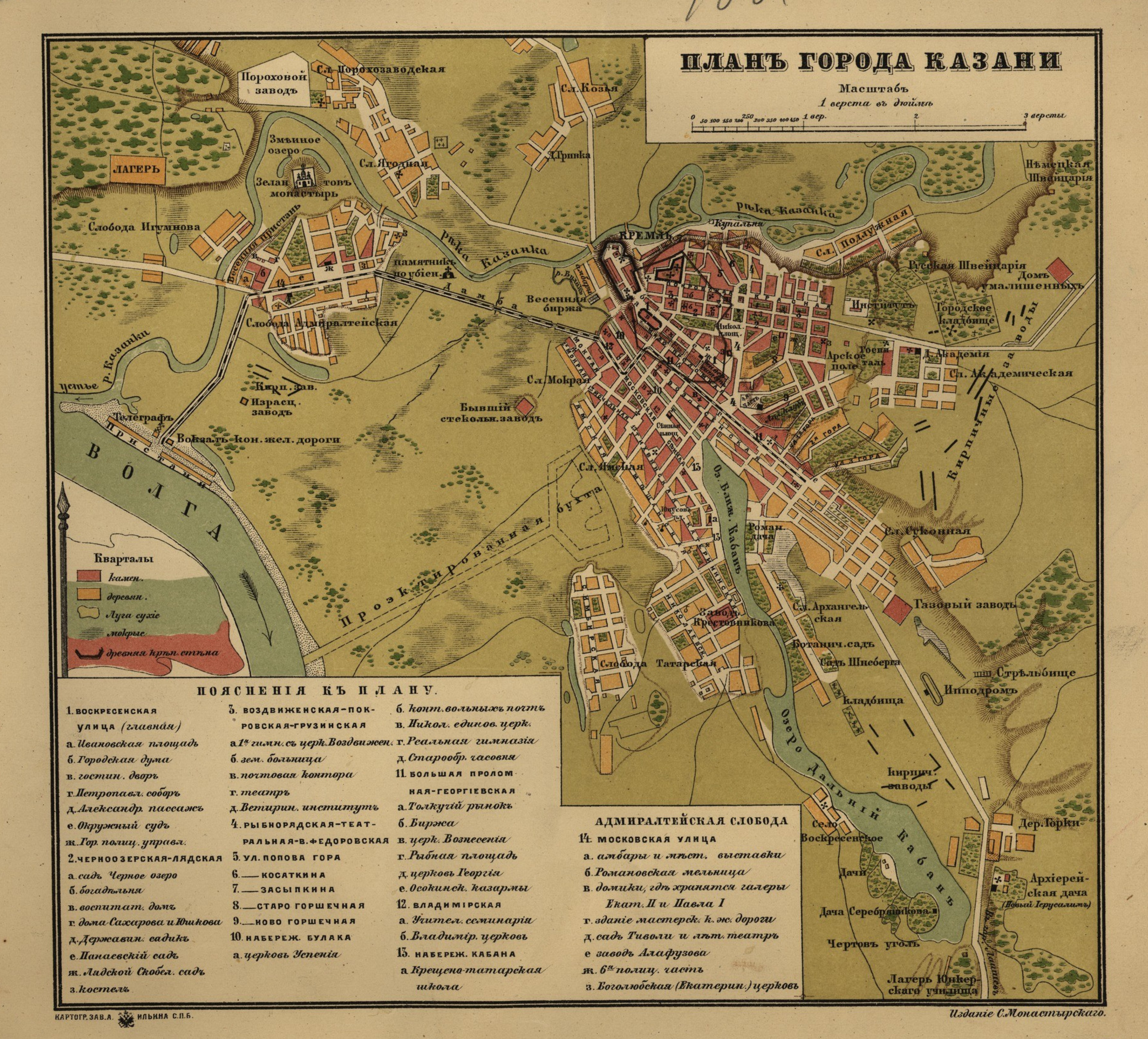
Деревня Горки на «Плане города Казани» С. Монастырского (1884)

Изначально Старые Горки назывались Гора. Семантическое происхождение данного топонима очевидно — деревня расположилась на горе, точнее холме, благодаря чему и получила своё название.
Во второй половине XIX века название деревни стало употребляться в изменённой форме — Горка или Горки, что находит отражение в содержании картографических материалов. Так, на «Карте Казанского наместничества» А. М. Вильбрехта (1792) деревня обозначена под названием Гора. Под этим же названием она фигурирует в «Плане губернского города Казани, с поселёнными при нём слободами, и в окрестности состоящими монастырями и селениями» (1817), хотя и с указанием типа населённого пункта — Деревня Гора. Но в другом «Плане губернского города Казани с его окрестностию», изданном в том же 1817 году, деревня уже обозначена как Дер: Горка. Название Горка также используется на «Геогностической карте Казанской губернии» П. Вагнера (1855) и на «Карте Казанской губернии» А. Ильина (1871). В других же картографических изданиях второй половины XIX века название деревни уже фигурирует в форме множественного числа: на «Топографической карте И. А. Стрельбицкого» (1871), на картах Казанского уезда 1881, 1882 и 1910 годов — Горки; на «Плане города Казани» издания С. Монастырского (1884) — Дер. Горки.
Аналогичные изменения прослеживаются и в содержании различных статистических материалов. Так, в материалах Центрального статистического комитета МВД России, относящихся к 1859 году, деревня называется Гора. В материалах Казанского губернского правления 1885 года (составитель И. А. Износков) фигурирует название Горка, а в материалах Казанского губернского земства 1910 года — Горки. При этом в тех же материалах Казанского губернского правления (1885 г.), в справке, посвящённой данной деревне, автор использует оба варианта названия — Горка и Горки.
Таким образом, можно предположить, что к началу XX века за деревней окончательно утвердилось название Горки.
С началом строительства в 1970 году нового жилого района с многоэтажной застройкой, унаследовавшего наименование Горки, бывшая деревня стала называться Старыми Горками — сначала в обиходной речи, а позже (ещё в советский период) официально.

## Административно-территориальная принадлежность

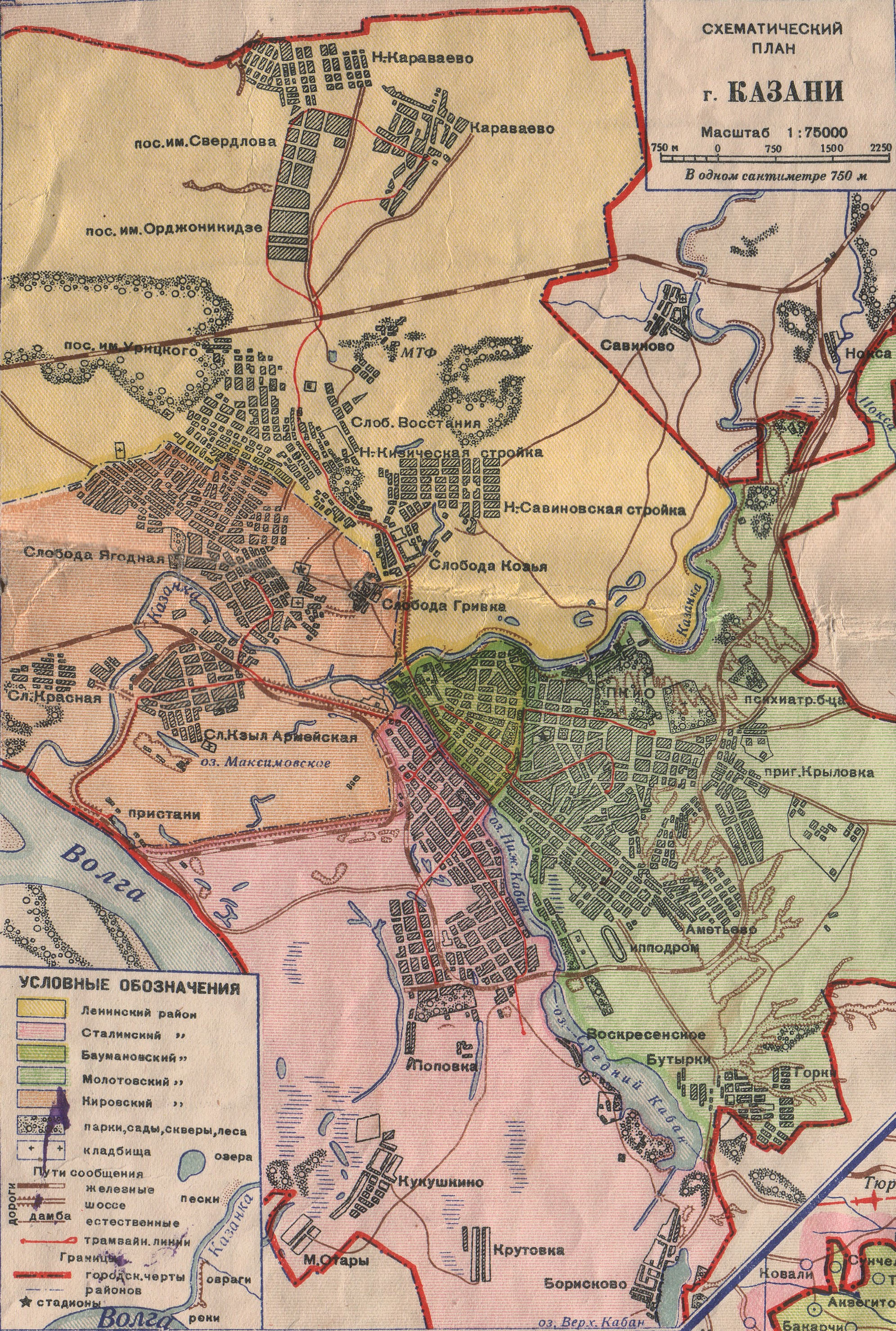
Посёлок Горки в составе Молотовского района на Схематическом плане г. Казани (1940)

В дореволюционный период и вплоть до 1920 года деревня Гора (Горка / Горки) территориально относилась к Казанскому уезду и входила в состав Воскресенской волости, центр которой — село Воскресенское — находилось на противоположном, западном берегу озера Средний Кабан.
С образованием в 1920 году Татарской АССР уезды были упразднены и заменены кантонами, которые также делились на волости. Горки были включены в состав Арского кантона, при этом сохранив свою принадлежность к Воскресенской волости.
В 1927 и 1930 годах в Татарской АССР осуществлялся процесс районирования, когда вместо кантонов стали создаваться меньшие по площади административные территории — районы. В рамках этого процесса в 1927 году из Арского кантона была выделена юго-западная часть, на территории которой был создан Казанский район с центром в Казани. В состав этого района вошли пригородные территории вокруг столицы Татарской АССР, в том числе Горки. Поэтому в некоторых официальных документах данный район значится как Казанский пригородный район.
В 1934 году в процессе территориального расширения столицы Татарской АССР Горки стали частью Казани, войдя в состав нового городского района — Молотовского, который был сформирован в том же году путём выделения восточной части Бауманского района.
1 апреля 1942 года на части территорий Сталинского и Молотовского районов был создан Свердловский район. Посёлок Горки был включён в его состав и был частью Свердловского района вплоть до его упразднения в декабре 1956 года.
7 декабря 1956 года Свердловский район был присоединён к Сталинскому, после чего укрупнённый район получил новое название — Приволжский. Горки стали частью этого района и с тех пор посёлок не менял своей районной принадлежности.

## История

### Дореволюционный период (до 1917 года)
Первое упоминание о деревне Гора содержится в Писцовой книге Казанского уезда 1647—1656 годов, в которой отражены сведения о проведённой в 1646 году переписи населения уезда. В данном источнике упоминаются размеры земельных наделов, принадлежащих жителям Горы и Казанскому архиерейскому дому, владевшему находившейся здесь загородной резиденцией («остров Едемский»):
«Деревня Гора, а остров Едемскои тож. Пашни митрополичьи десятинные мерою пятнатцать длинников с полудлинником, семь поперечников, итого сто восемь десятин с полудесятиною в поле, а в дву потому ж. Того ж поля конец поля лесные розчисти мерою четыре длинника, шесть поперечников, итого дватцать четыре десятины в поле, а в дву потому ж. Toe ж деревни пашни крестьянские мерою четыре длинника, одиннатцать поперечников без трети, итого сорок три десятины без трети в поле, а в дву потому ж. И всего деревни Горы пашни и с розчистми сто семьдесят пять десятин с полутретью в поле, а в дву потому ж.»
В Казанских переписных книгах 1678 года деревня Гора именуется митрополичьей вотчиной. Церковный историк И. М. Покровский (1865—1941) приводит фрагмент из данного источника, в котором поимённо перечисляются жители Горы мужского пола, проживавшие в 6 крестьянских и 9 бобыльских дворах (всего 25 взрослых и 10 детей):
«В митрополичьей ж вотчине в деревне Горе: во дв. кр. Якушка Терентьев, у него дети Федко да Прохорко 11 л., Ивашка 3 л., во дв. боб. Тимошка Павлов, у него дети Мишка да Федка году, во дв. боб. Ивашко Емельянов у него дети Сенка 10 л., Федка 7 лет, во дв. боб. Сенка Ларионов, у него сын Ромашко, во дв. кр. Ивашко Елизарьев, у него дети Микитка 12 л., Сенка 10 л., Якушко 3 л., во дв. кр. Митка Степанов, у него брат Гаранка, у Митки сын Ивашко 2 л., у Гаранки дети Якушко да Фролко 3 л., во дв. боб. Васька Фомин, во дв. кр. Карпунка Иванов, у него дети Ивашко да Митка 10 л., Алешка 7 л., во дв. боб. Костька Пантелеев, у него подсоседник Прошка Иванов, у него дети Афонка да Федка 13 л., Петрушка 10 л., во дв. кр. Васька Федотов, у него дети Оска 3 л., Сенка 2 л., у него ж братья Андрюшка да Обрашко 12 л., Зиновейко 10 л., во дв. бобыль Прошка Иванов, у него подсоседник Ивашко Остафьев, у него сын Кондрашко 4 л., во дв. боб. Илюшка Елизарьев, у него сын Гришка 2 л., во дв. кр. Архипко Семенов, у него сын Митка, во дв. боб. Нефедка Малафеев, у него дети Егорко 12 л., Якушко 10 л., двор пуст. крест. Тишки Фомина, и он бежал, а во дворе его живет захребетник Гаврилко Емельянов, у него сын Федка 13 л., всего в дер. Горе крестьянских 6 дв., людей 11 чел., бобыльских 9 дв., людей 14 чел.».
Применительно к XVIII веку сведения о численности жителей деревни Гора также ограничиваются только лицами мужского пола. Так, по итогам второй ревизии (1743—1747 годов; в окрестностях Казани проводилась в 1744 году) в ней было зафиксировано наличие 79 человек.
В 1764 году в соответствии с манифестом Екатерины II о секуляризации монастырских земель Гора перешла в разряд казённых деревень, а её жители были переведены из монастырских крестьян в экономические.
В рамках подготовки данной реформы была инициирована инвентаризация монастырских вотчин. В конце 1763 года из Москвы в Казань были направлены два подпоручика Ростовского пехотного полка — Василий Мамышев и Иван Тильман, которым вменялось в обязанность осуществление описи вотчин Казанского архиерейского дома. Василий Мамышев проводил инвентаризацию сёл и деревень, расположенных по Алатской и Ногайской дорогам, в том числе деревни Гора.

И. М. Покровский следующим образом описывает данную процедуру:
«Явившись в село или деревню, Мамышев и Тильман собирали мирской сход, читали на нём архиерейским крестьянам указ и манифест об описях и послушании духовным властям, затем приступали к описям по сказкам старост и рядовых крестьян с товарищами; тут же присутствовали сотские и лучшие (состоятельные) крестьяне, выборные, десятники, первостатейные люди, волостные старосты и рядовые старосты с мирскими людьми… Грамотные подписывались к описям сами; за неграмотных почти везде подписывались приходские священники, редко дьячки.»
И. М. Покровский уточняет, что грамотные крестьяне встречались только в пригородных сёлах Казани — Архангельском и Ягодном, из чего можно сделать вывод, что в деревне Гора таковых в тот период не было.
В дореволюционный период деревня Гора значилась в составе прихода села Архангельское, а приходским храмом была церковь Михаила Архангела, возникшая, как считается, ещё во времена архиепископа Казанского и Свияжского Гурия (1555—1563).
Впрочем, тот же И. М. Покровский приводит фрагмент выписи из писцовых и межевых книг 1685 года на кафедральные владения, данной митрополиту Иоасафу Казанскому, в котором упоминается «село Гора, а Едемский остров тож, а в селе церковь Знамения Пресв. Богородицы со всякой утварью, да двор митрополич, а в нём работные люди». Вместе с тем, каких-либо других источников, в которых Гора упоминается как село, а также указывается наличие в ней церкви, на данный момент не выявлено. Во всех последующих документах XVIII—XIX веков Гора именуется деревней, приписанной к приходу села Архангельское. По этой причине умершие жители деревни, а также близлежащей слободки Бутырки и более отдалённых Архангельских выселок хоронились в южной части приходского Архангельского кладбища.

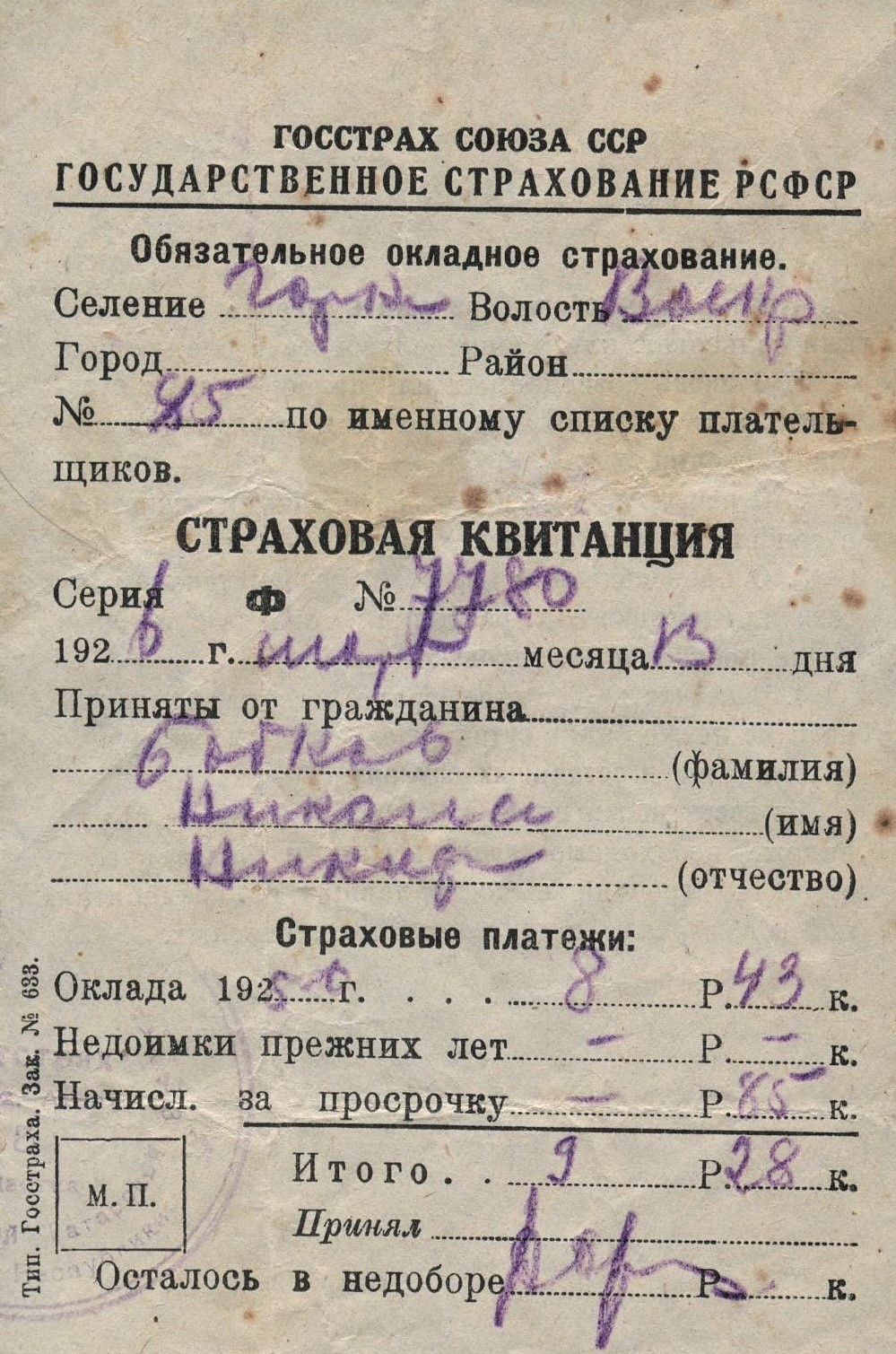
Страховая квитанция жителя деревни Горки Николая Никифоровича Бобкова (1926). Бобковы до сих пор проживают в посёлке Старые Горки

В «Плане губернского города Казани» 1817 г. Архангельское кладбище обозначено как Руск. кладбище, расположенное к югу от села Архангельское у просёлочной дороги; южнее кладбища находились деревянные конюшни артиллерийской команды и лазарет; просёлочная дорога соединяла село Архангельское с Большой столбовой дорогой лежащей в город Лаишев (Оренбургский тракт). Место соединения двух дорог находилось в районе современного Танкового кольца, у подножия Горкинского холма.
Находясь вблизи Оренбургского почтового тракта, деревня Гора (Горка / Горки) входила в пригородную зону Казани; во второй половине XIX века расстояние до губернского центра составляло 4,5 версты, до волостного правления в селе Воскресенском — 3 версты, до приходского села Архангельское — 2 версты.
На протяжении второй половины XIX — начала XX веков наблюдался заметный рост численности жителей деревни. Так, в 1859 году их количество составило 381 человек (177 мужчин и 204 женщины), в 1885 году — 457 (222 мужчины и 235 женщин), в 1907 году — 600 человек. По этому показателю Горки превосходили село Воскресенское, являвшееся волостным центром; здесь в 1859 году насчитывалось 293 жителя (136 мужчин и 157 женщин), в 1885 году — 314 (145 мужчин и 169 женщин), а в 1907 году — 418.
По данным Казанского губернского статистического комитета (1885), жители деревни Горка «живут достаточно»; основная масса занималась земледелием. Горкинскому сельскому обществу принадлежали земли общей площадью 1240 десятин. Часть деревенских жителей занималась иными видами деятельности, например, отхожими промыслами (7 мужчин и 8 женщин), ломовым извозом (15 человек), пчеловодством (1 человек, имевший 10 ульев).
В 1874 году в Горках произошёл крупный пожар, в котором сгорело 19 домов с надворными постройками. Предположительно этим пожаром было уничтожено от четверти до трети деревенского жилого фонда, если исходить из данных Топографической карты И. А. Стрельбицкого (1871), согласно которой в Горках насчитывалось около 70 дворов. В том же 1874 году была осуществлена планировка деревни, на основании которой район пепелища застраивался вновь, так что в 1885 году в ней насчитывалось уже 80 дворов.
В декабре 1884 года солдатский сын Дементьев открыл в Горках частную школу, в которой в первый год обучалось 16 мальчиков. До этого 8 горкинских мальчиков посещали школу в деревне Борисково (данные на 1883 год), находившейся в 2 верстах к югу от Горок по Оренбургскому тракту.
По данным Казанского губернского статистического комитета (1885) в Горках имелось одно питейное заведение. Не исключено, что именно с ним связана криминальная история, произошедшая в сентябре 1907 года, закончившаяся убийством конно-полицейского стражника Ивана Фёдоровича Копылова. Этот сотрудник полиции считался жертвой разгула преступности, усилившейся на волне революционных событий 1905—1907 годов. По этой причине его имя было занесено в XIII том «Книги русской скорби», издававшейся в 1908—1914 годах по инициативе руководства правой организации «Русский народный союз имени Михаила Архангела». Данная криминальная история описана следующим образом:
«...четверо молодых людей 10 сентября 1907 года совершили вооружённое нападение, с целью ограбления, на казённую винную лавку, находящуюся в деревне Горках, Казанского уезда и губернии, охранителем которой состоял конно-полицейский стражник Иван Копылов. Встретив в стражнике сильное противодействие в совершении задуманного ими злого дела, они, не задумавшись, напали вчетвером на одного и после долгого сопротивления убили его. Копылов был не из трусов, помня присягу и свои обязанности не испугался их, не убежал, а дорого отдал свою жизнь.»

### Советский период (1917—1991 годы)

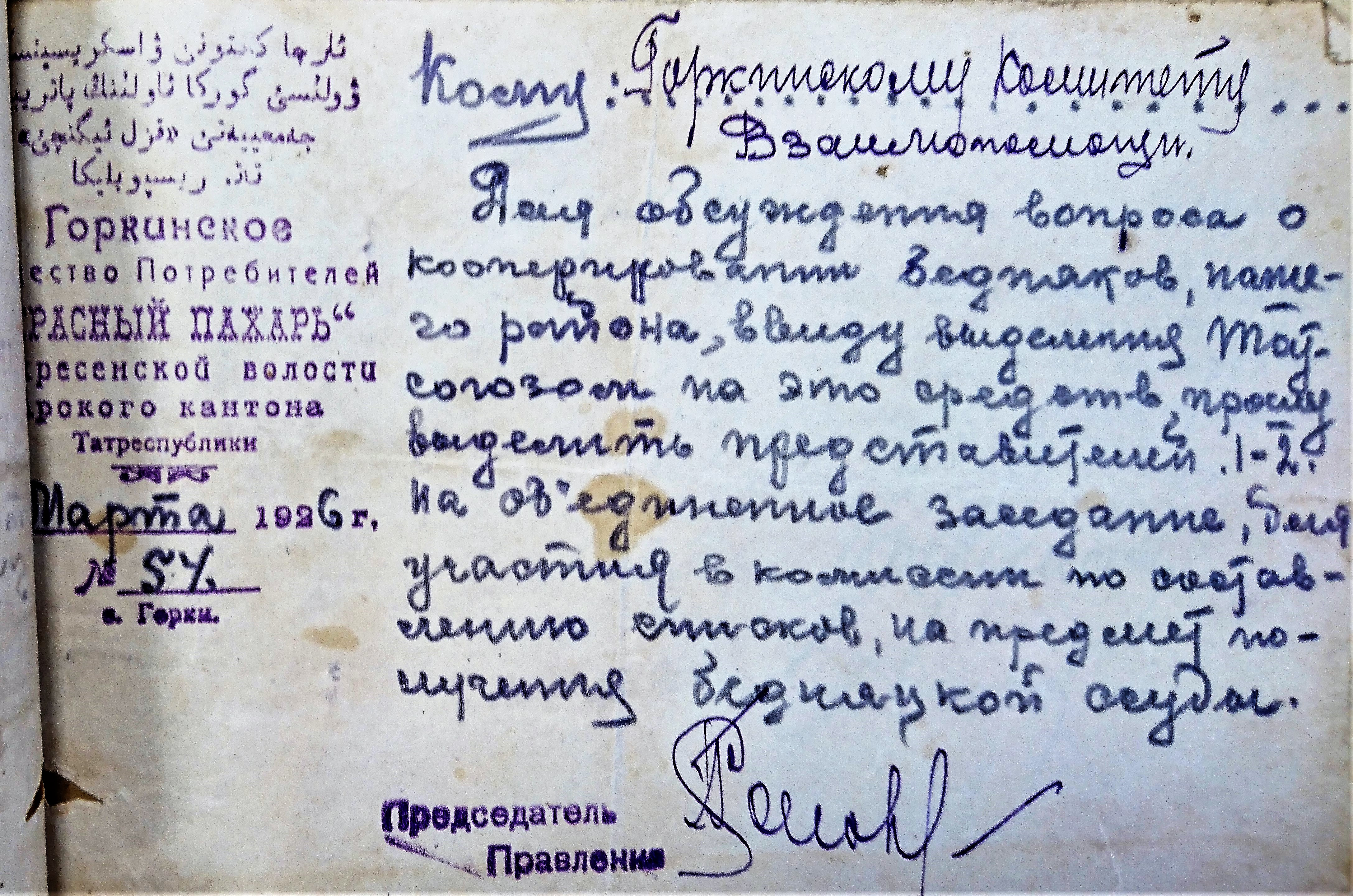
Обращение Горкинского общества потребителей «Красный пахарь» к Горкинскому комитету взаимопомощи (март 1926)

После революции 1917 года Горки, начиная с 1920-х годов, в официальных документах уже именуются селом. В 1934 году они вошли в состав Казани, после чего стали городским посёлком.
Значительный рост населения Горок произошёл в конце 1940-х — 1950-х годах, когда в условиях острого жилищного кризиса здесь стали предоставляться участки под малоэтажную застройку, в результате чего посёлок стал расти в восточном направлении. Вероятно, именно с этим связано появление в Горках около двух десятков пронумерованных улиц с названием Проектная (1-я Проектная, 2-я Проектная, 3-я Проектная и т. п.), которые в январе 1953 года и июне 1961 года получили индивидуальные названия.
Рост численности населения Горок вызвал необходимость строительства в посёлке современной школы, которая была открыта в 1956 году. С момента основания и до 1998 года она носила № 44, а в настоящее время имеет статус Казанской школы № 76 для детей с ограниченными возможностями здоровья.
В 1960 году в Казани был открыт 6-й троллейбусный маршрут («Площадь Куйбышева – ВДНХ»). В 1963 году эта линия была продлена до посёлка Борисково, в результате чего следующей после «ВДНХ» стала остановка «Горки». С этого времени жители Горок получили устойчивую транспортную связь с центром Казани.  

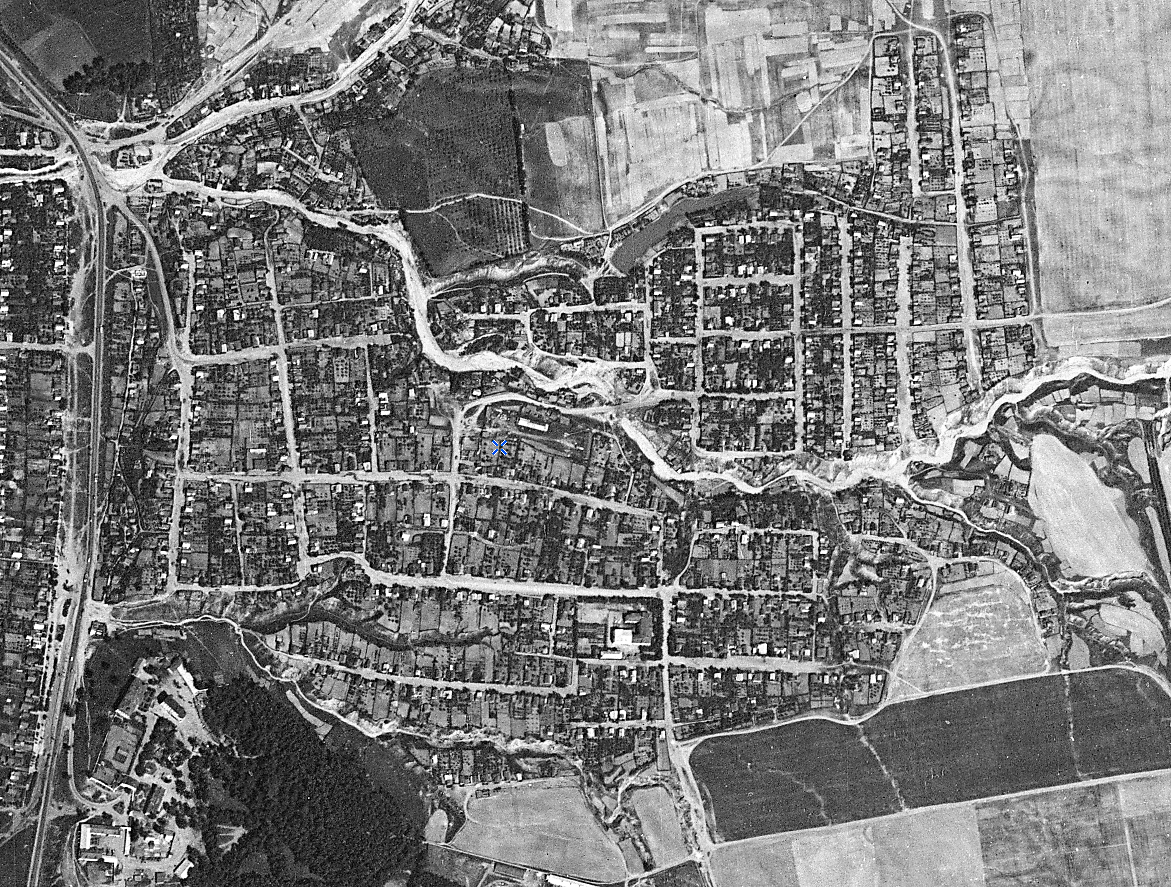
Посёлок Горки (Казань) на снимке с американского спутника (7 июня 1966)

В 1970 году рядом с Горками началось строительство нового жилого района, унаследовавшего название посёлка, в то время как за последним закрепилось название Старые Горки.
В период строительства 1-го микрорайона Горок часть территории Старых Горок попала под застройку. Это относится в первую очередь к домовладениям в северо-восточной части посёлка, располагавшимся на улицах 1-я, 2-я, 3-я и 4-я Калининградские, которые шли параллельно друг другу в направлении с севера на юг. Пострадали северные участки указанных улиц, с которых начиналась нумерация домовладений (сейчас на их месте располагаются девяти- и пятиэтажные многоквартирные панельные дома по следующим адресам: ул. Карбышева, 25, 37, 39, 43, 47/1; ул. Профессора Камая, 3, 5, 9). Причём, на улицах 2-я и 3-я Калининградская дома были снесены с обеих сторон, а на улице 4-я Калининградская — только с западной (чётной) стороны, так как она была односторонней. По этой причине нумерация домов на сохранившихся южных участках указанных улиц начинается со второго или третьего десятка.
Ситуация с улицей 1-я Калининградская оказалась несколько парадоксальной. В северной части её снесли только с восточной (нечётной) стороны, в то время как на западной (чётной) стороне дома под снос не попали. На месте снесённых поселковых домов построили девятиэтажку 1-го микрорайона (ул. Карбышева, 47/1), в то время как с противоположной стороны дома остались с прежней адресацией. В результате, де-факто находясь на одной улице, дома адресуются по двум улицам: с чётной стороны (Старые Горки) — по улице 1-я Калининградская, с нечётной (Горки, 1-й микрорайон) — по улице Карбышева.
В дальнейшем в этом направлении была проложена новая дорога до места её соединения с будущей улицей Академика Парина, для чего потребовалось засыпать часть оврага, а также снести несколько домовладений в юго-восточной части посёлка. С восточной стороны сформированного проезда также были построены многоэтажные дома, продолжившие нечётную нумерацию по улице Карбышева (дома с адресом: улица Карбышева, 57, 59, 61), в то время как к западу от него образовался пустырь. В результате этот самый южный участок стал именоваться улицей Карбышева, которая, таким образом, получила окончательное оформление в виде улицы, идущей строго с севера на юг, но состоящей из трёх разделённых между собой участков. Первый участок проходит в районе Танкодрома и не имеет прямой связи со вторым, так как их разделяет улица Танковая, проходящая поперёк по дну Танкового оврага. Второй участок, находящийся между улицами Братьев Касимовых и Профессора Камая, хотя и имеет прямую связь с третьим, но отделён от него промежутком в виде улицы 1-й Калининградской.

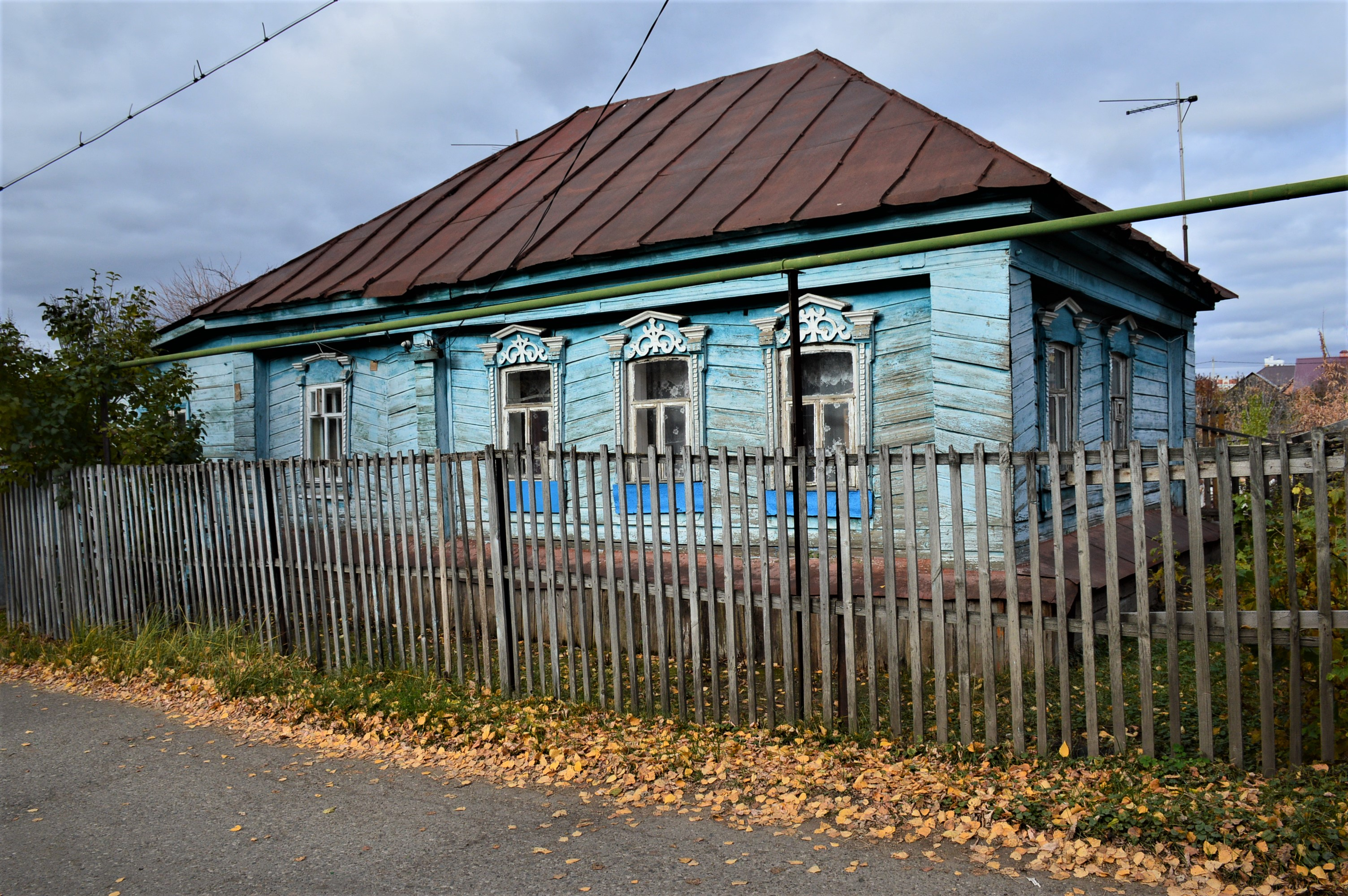
Жилой дом:  ул. Молодецкая, 53 (октябрь 2018)
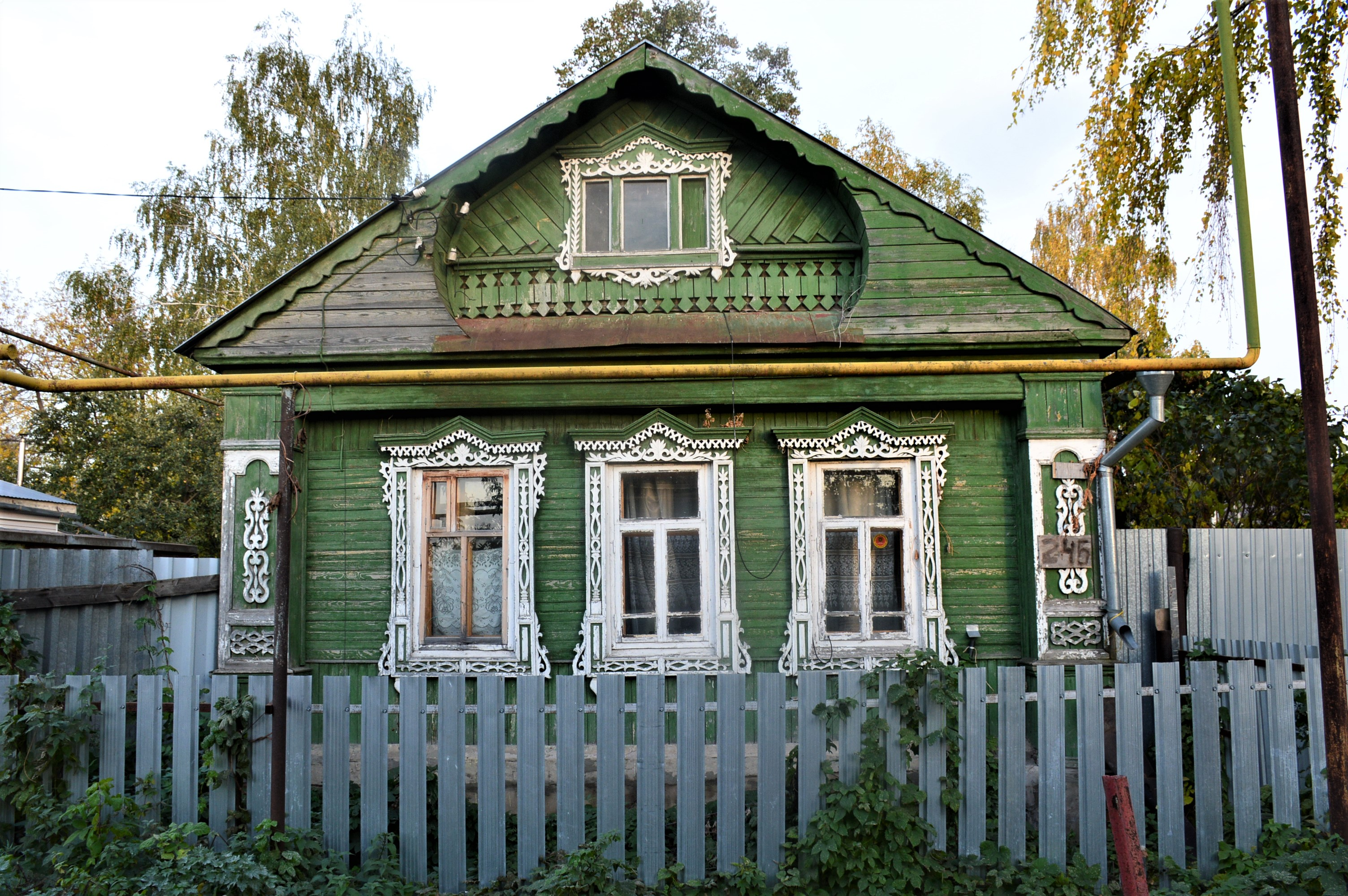
Жилой дом: ул. Урожайная, 24Б (октябрь 2018)
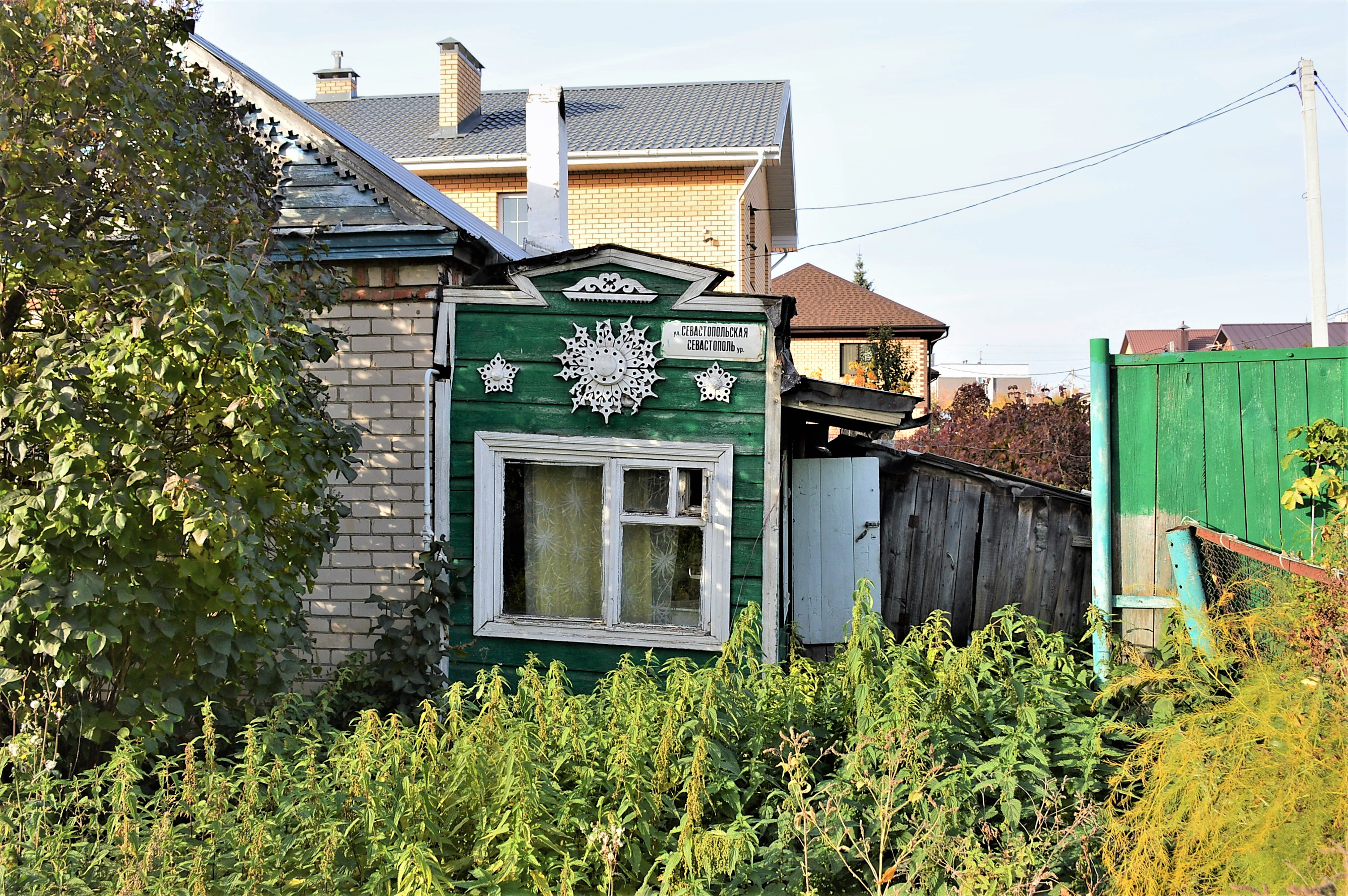
Деревянная входная пристройка к кирпичному дому на улице Севастопольской (октябрь 2020)
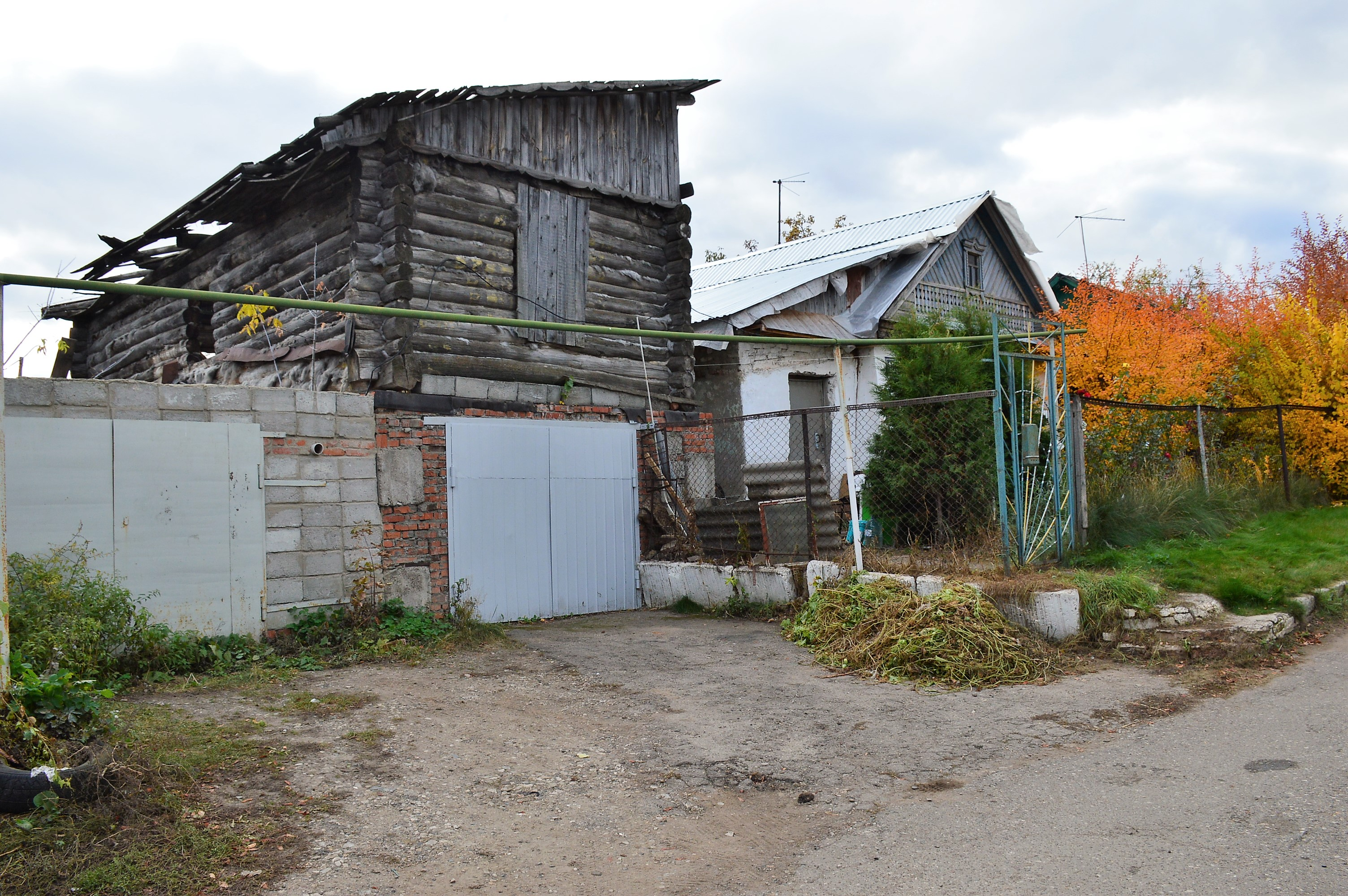
Дом с хозяйственными постройками: ул. Молодецкая, 48 (октябрь 2018)
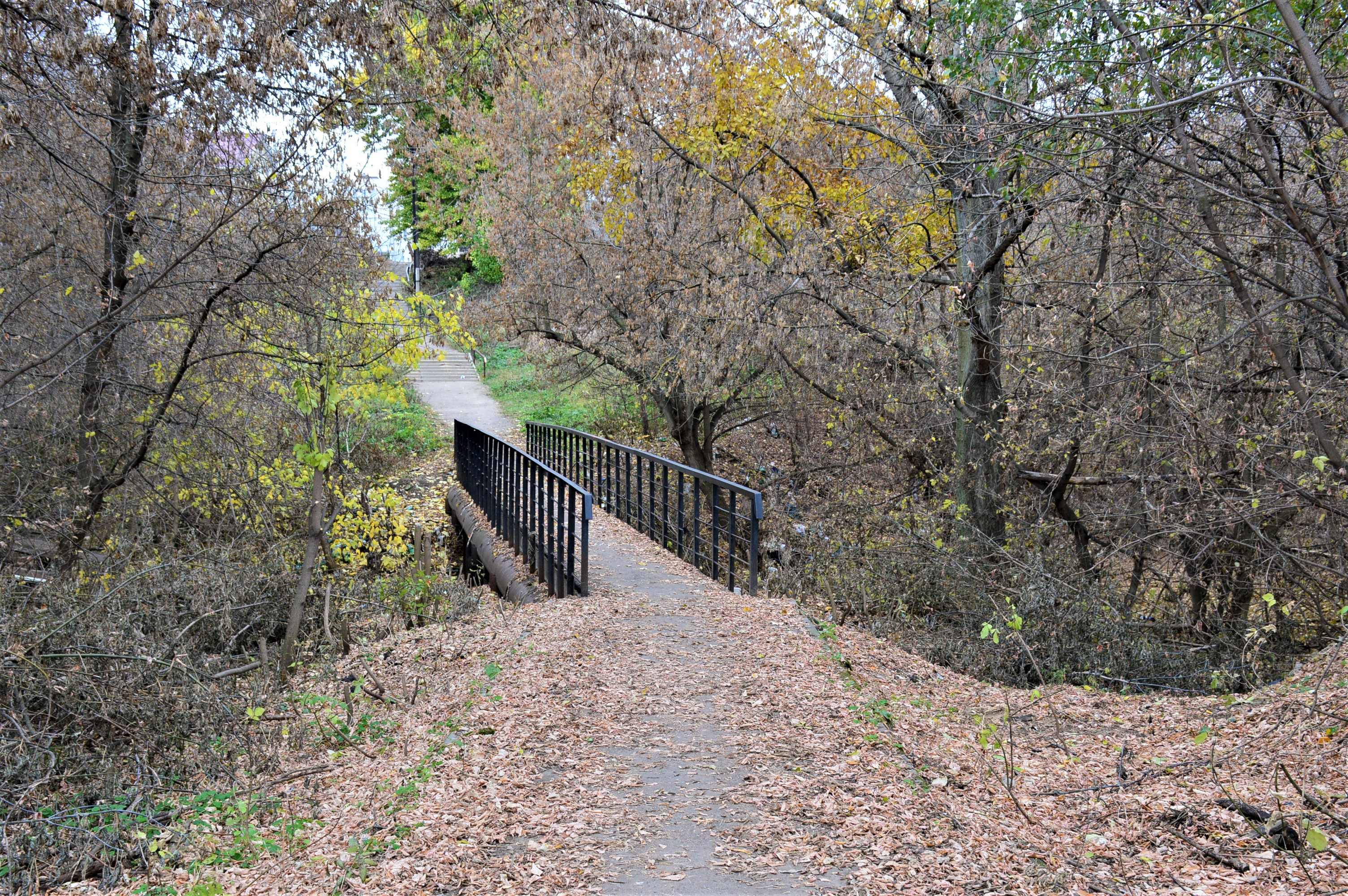
Пешеходный мостик через русло оврага (октябрь 2018)

### Постсоветский период (с 1991 года)
В постсоветский период территория Старых Горок перестала сокращаться, хотя прилегающие к ним пустыри, сохранившиеся с советского времени на территории жилого района Горки, постепенно застраиваются коммерческими многоэтажными жилыми зданиями (например, жилой комплекс «Романтика»).
Постепенно меняется характер застройки самих Старых Горок. Многие старые деревянные дома куплены новыми владельцами и снесены, а на их месте возводятся современные двух- и трёхэтажные особняки. Появление новых жителей повлияло и на национальный состав обитателей Старых Горок, так как среди них заметно увеличилась доля татарского населения.
Решением Казанской городской Думы от 28 февраля 2020 года № 5-38 утверждён Генеральный план муниципального образования г. Казань до 2040 года, в соответствии с которым за Старыми Горками сохранён статус жилого массива с индивидуальной и блокированной жилой застройкой.
Жилой массив Старые Горки обеспечен централизованными коммуникациями: холодного водоснабжения, электроснабжения, газоснабжения.

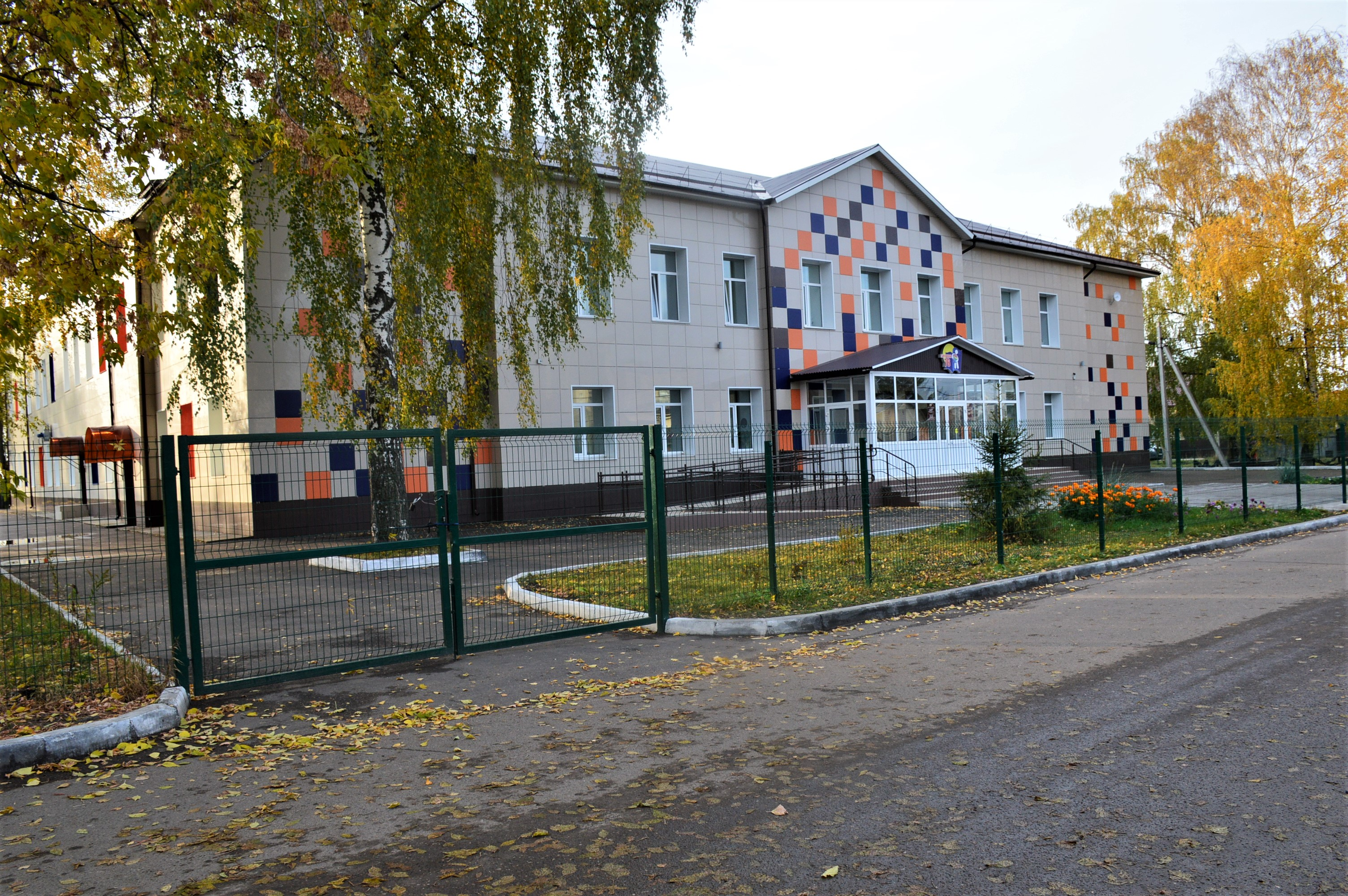
Школа № 76 для детей с ограниченными возможностями здоровья: ул. Артельная, 10 (октябрь 2018)
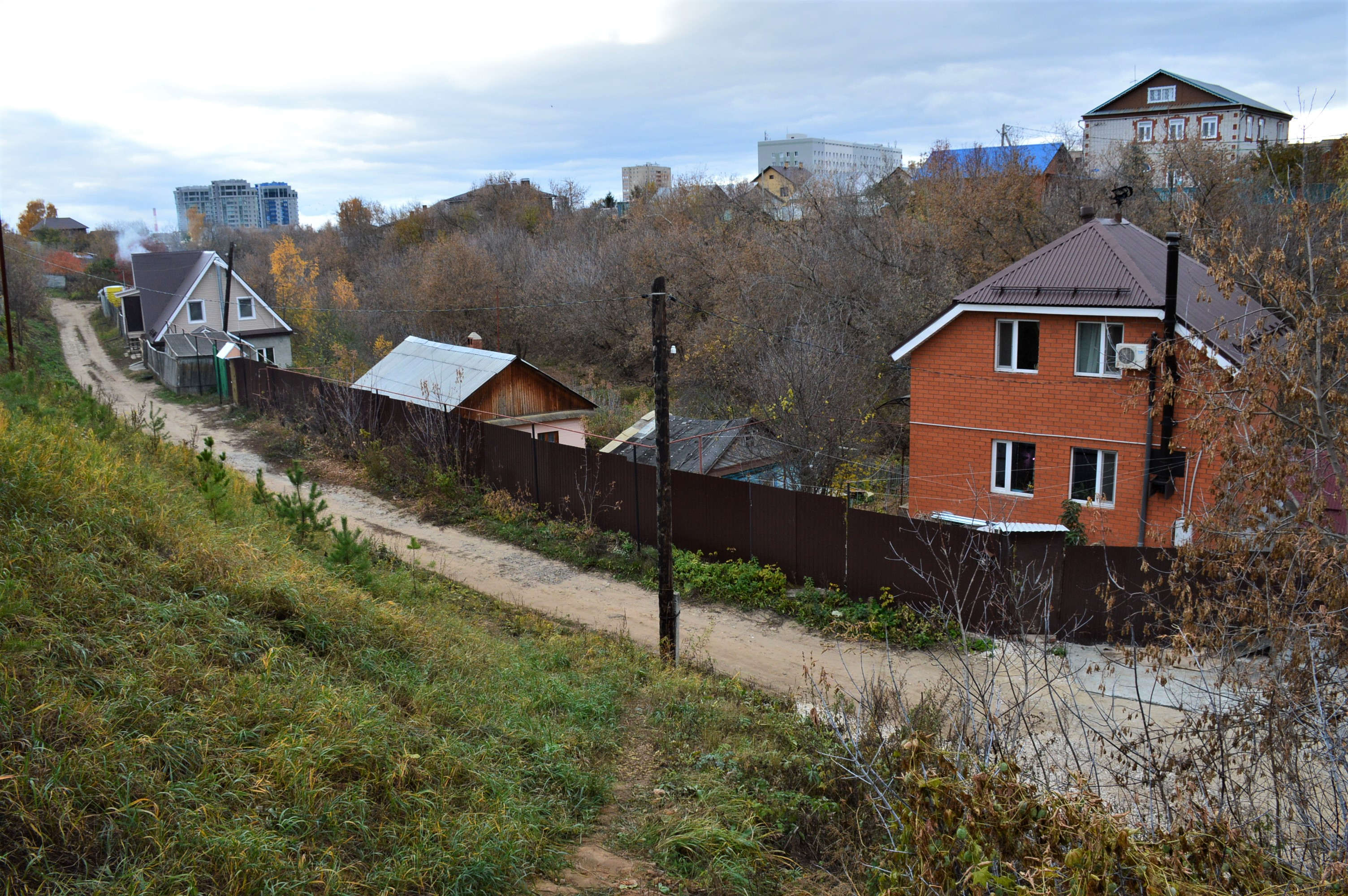
Территорию посёлка прорезает овраг, склоны которого постепенно застраиваются (октябрь 2018)
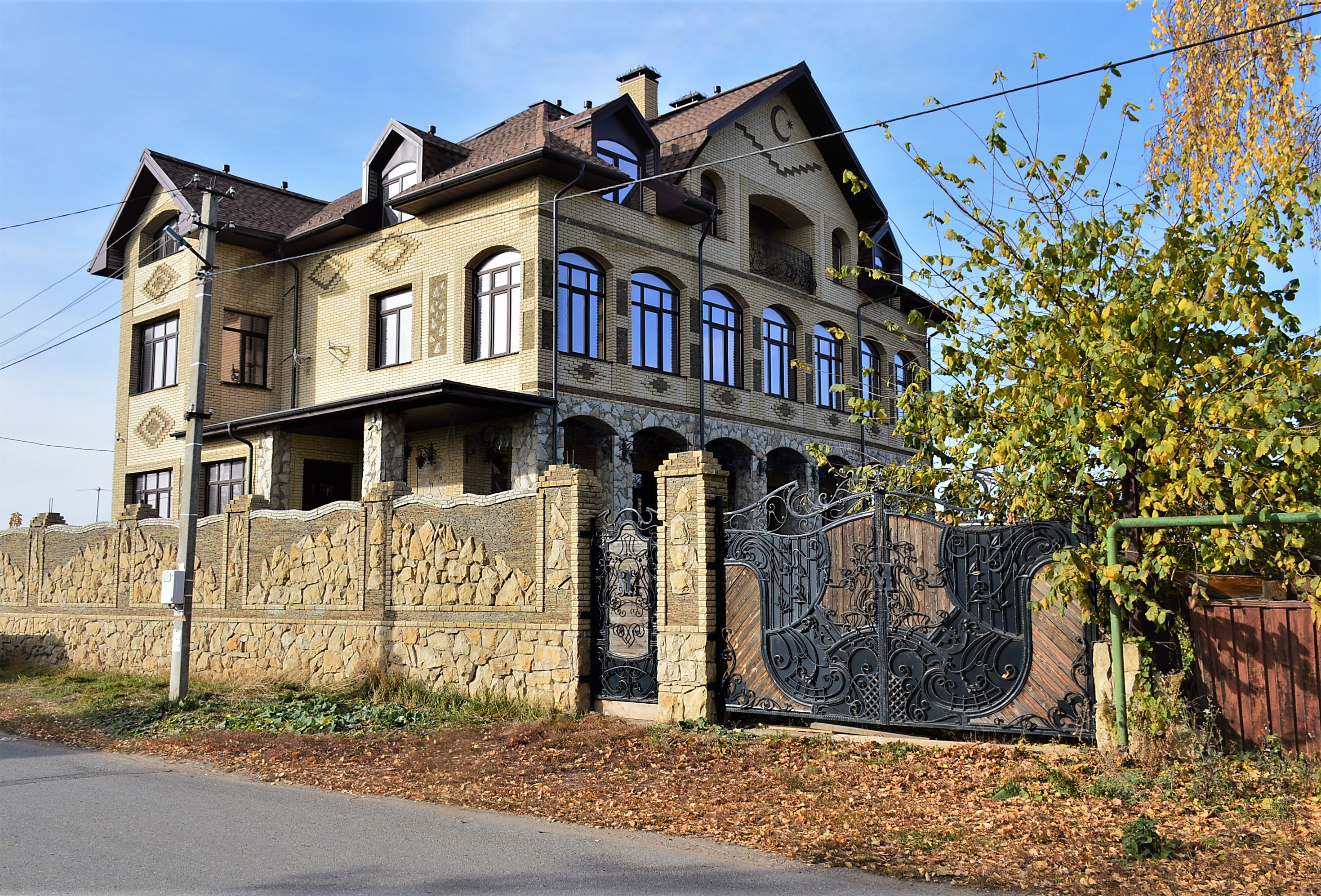
Жилой дом: ул. Молодецкая, 5 (октябрь 2020)
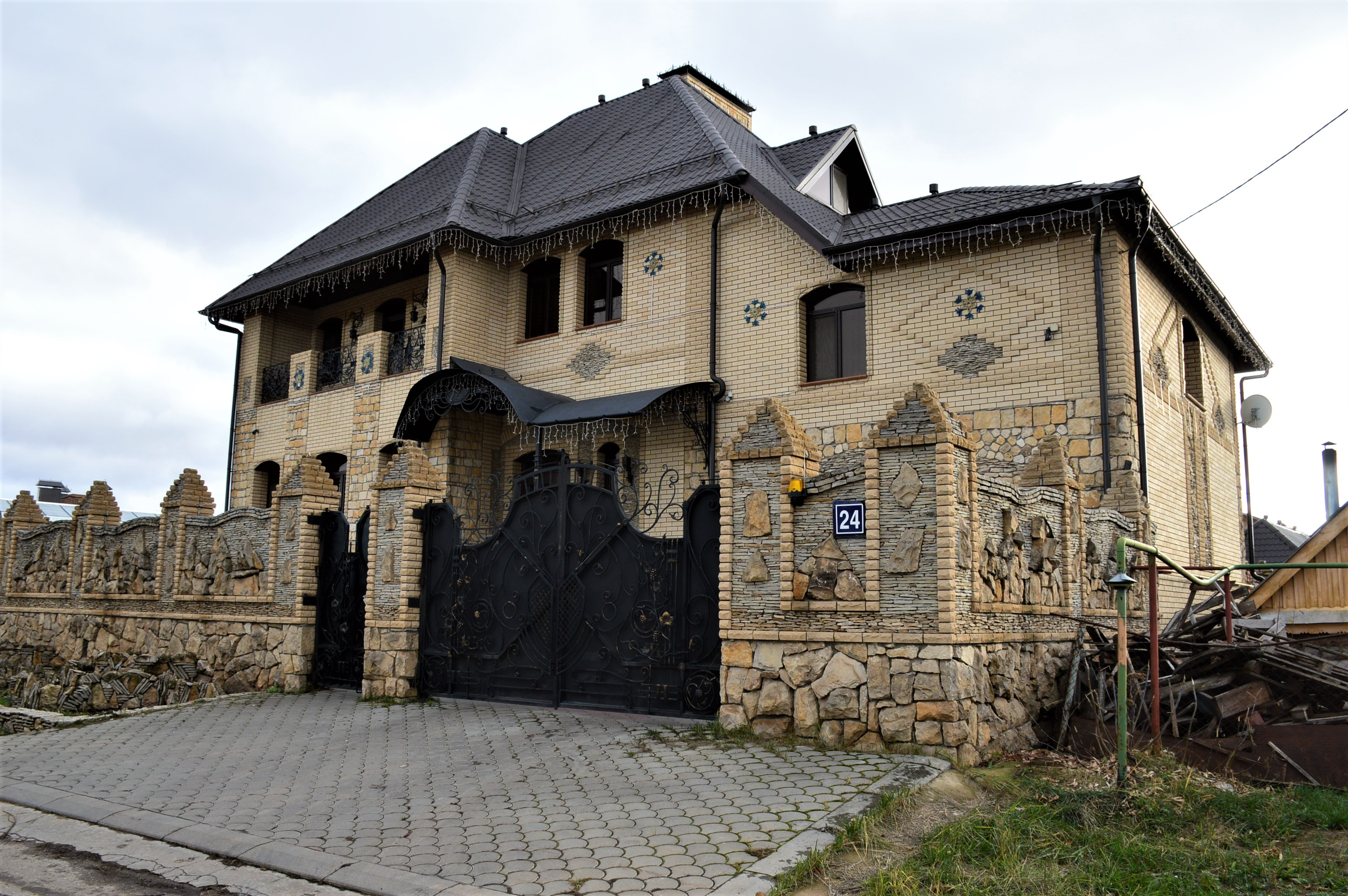
Жилой дом: ул. Молодецкая, 24 (ноябрь 2018)
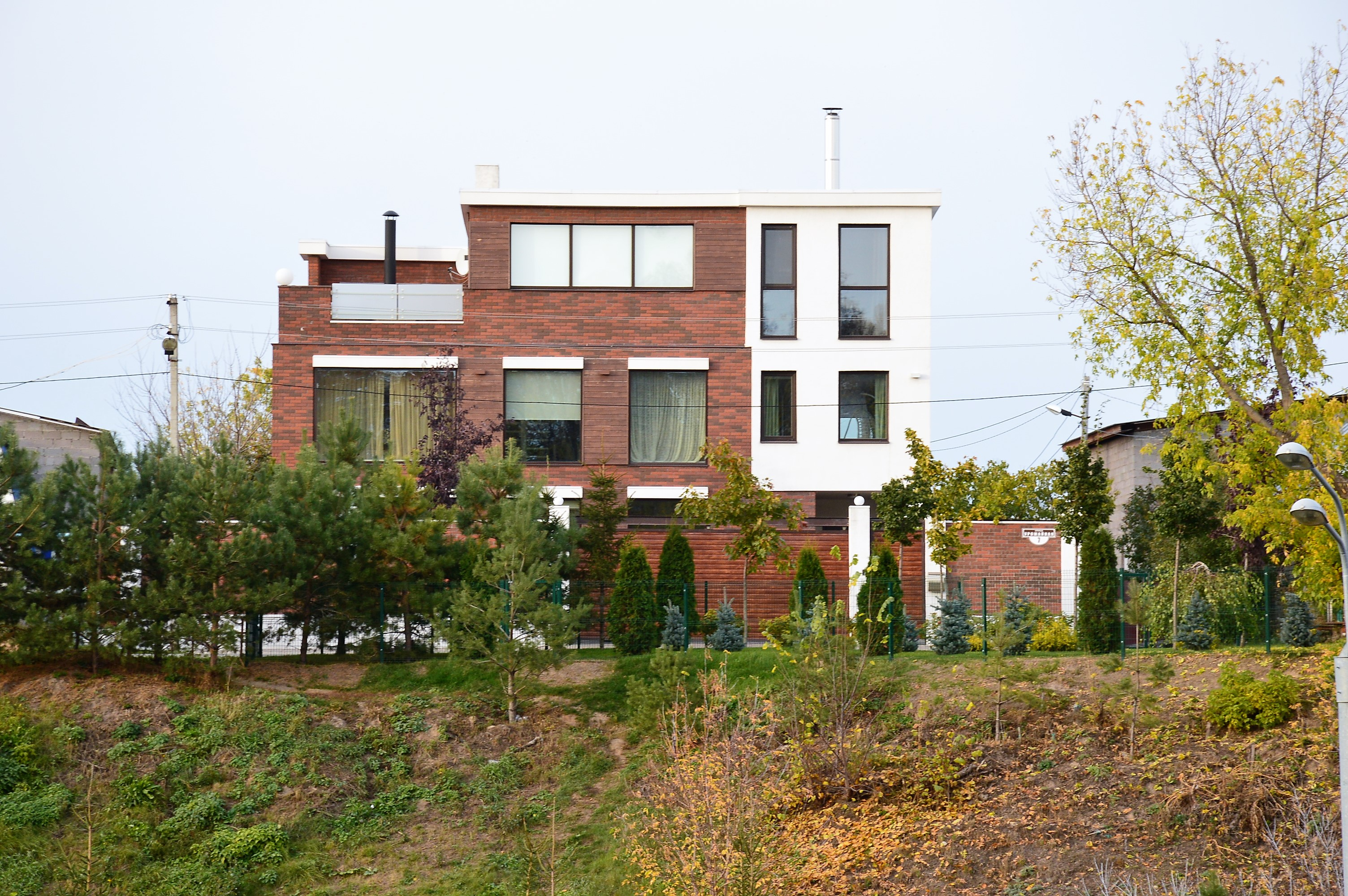
Жилой дом: ул. Урожайная, 7 (октябрь 2018)

## Уличная сеть
В настоящее время на территории Старых Горок имеется 33 улицы и 4 переулка (не учитываются улицы, проходящие по периметру территории посёлка и возникшие в результате строительства жилого района Горки).
Большинство улиц Старых Горок имеют твёрдое (асфальтовое) покрытие. Однако некоторые малые улицы до сих пор остаются грунтовыми и в период ненастной погоды обрастают грязью.
Самыми старыми являются улицы в западной части посёлка. Самой длинной улицей Старых Горок является улица Урожайная (почти 900 м), самыми короткими — Мало-Кузнечный переулок (73 м), улица Брянская (86 м) и улица Целинная (97 м).
| Список улиц посёлка Старые Горки | Список улиц посёлка Старые Горки | Список улиц посёлка Старые Горки           | Список улиц посёлка Старые Горки | Список улиц посёлка Старые Горки | Список улиц посёлка Старые Горки |
| Название улицы                   | Фотоизображение                  | Вариант адресной таблички                  | Дата присвоения названия         | Прежнее название                 | Длина (в метрах)                 |
| -------------------------------- | -------------------------------- | ------------------------------------------ | -------------------------------- | -------------------------------- | -------------------------------- |
| Артельная улица                  |                                  |                                            | 1 октября 1953                   | 3-я Проектная улица              | 281                              |
| Белостокская улица               |                                  |                                            | 1 октября 1953                   | 8-я Проектная улица              | 168                              |
| Брянская улица                   |                                  |                                            | 1 октября 1953                   | 9-я Проектная улица              | 86                               |
| Героев Хасана улица              |                                  |                                            | 1 октября 1953                   | 15-я Проектная улица             | 288                              |
| Героев Хасана 1-я улица          |                                  | Нет домов с адресацией по данной улице     | —                                | —                                | 695                              |
| Героев Хасана 2-я улица          |                                  |                                            | —                                | —                                | 302                              |
| Горная улица                     |                                  |                                            | Не позже 1940                    | 3-я улица пос. Горки             | 282                              |
| Дальневосточная улица            |                                  |                                            | 1 октября 1953                   | 11-я Проектная улица             | 317                              |
| Двинская улица                   |                                  |                                            | 20 октября 1955                  | Нагорная улица                   | 440                              |
| Депутатская улица                |                                  |                                            | 1 октября 1953                   | 1-я Проектная улица              | 248                              |
| Днепропетровская улица           |                                  |                                            | 1 октября 1953                   | 17-я Проектная улица             | 193                              |
| Заовражная улица                 |                                  |                                            | 1 октября 1953                   | 10-я Проектная улица             | 146                              |
| Калининградская 1-я улица        |                                  |                                            | —                                | 13-я Проектная улица             | 342                              |
| Калининградская 2-я улица        |                                  |                                            | —                                | —                                | 205                              |
| Калининградская 3-я улица        |                                  |                                            | —                                | —                                | 140                              |
| Калининградская 4-я улица        |                                  |                                            | —                                | —                                | 110                              |
| Кооперативная улица              |                                  |                                            | Не позже 1940                    | —                                | 432                              |
| Кузнечный переулок               |                                  | Нет домов с адресацией по данному переулку | 17 мая 2007                      | —                                | 92                               |
| Кулибина улица                   |                                  |                                            | 1 октября 1953                   | 16-я Проектная улица             | 129                              |
| Линейная улица                   |                                  |                                            | 14 июня 1961                     | 18-я Проектная улица             | 130                              |
| Львовская улица                  |                                  |                                            | 1 октября 1953                   | 7-я Проектная улица              | 151                              |
| Мало-Кузнечный переулок          |                                  |                                            | 14 июня 1961                     | Кузнечный переулок               | 73                               |
| Местная улица                    |                                  |                                            | Не позже 1940                    | 6-я улица пос. Горки             | 356                              |
| Молодецкая улица                 |                                  |                                            | Не позже 1940                    | —                                | 652                              |
| Молодецкий переулок              |                                  |                                            | —                                | —                                | 141                              |
| Офицерская улица                 |                                  |                                            | 1 октября 1953                   | 14-я Проектная улица             | 304                              |
| Пензенская улица                 |                                  |                                            | 1 октября 1953                   | 4-я Проектная улица              | 180                              |
| Раздольная улица                 |                                  |                                            | 1 октября 1953                   | 6-я Проектная улица              | 119                              |
| Севастопольская улица            |                                  |                                            | 1 октября 1953                   | 12-я Проектная улица             | 275                              |
| Сызранская улица                 |                                  |                                            | 1 октября 1953                   | 2-я Проектная улица              | 467                              |
| Туринская улица                  |                                  |                                            | 14 июня 1961                     | 20-я Проектная улица             | 244                              |
| Туринская 2-я улица              |                                  |                                            | —                                | —                                | 873                              |
| Тушинская улица                  |                                  |                                            | 14 июня 1961                     | 19-я Проектная улица             | 129                              |
| Уржумская улица                  |                                  |                                            | 1 октября 1953                   | 5-я Проектная улица              | 131                              |
| Урожайная улица                  |                                  |                                            | Не позже 1940                    | —                                | 899                              |
| Урожайный переулок               |                                  |                                            | 14 октября 1967                  | Глухой переулок                  | 296                              |
| Целинная улица                   |                                  |                                            | —                                | —                                | 97                               |

### Уличные топонимы (годонимы) Старых Горок
В наименованиях улиц Старых Горок преобладают географические названия — всего таких улиц 17. Из них 13 улиц носят названия городов: шести российских — Брянск, Калининград (четыре пронумерованные улицы носят название Калининградская), Пенза, Севастополь, Сызрань, Уржум; двух украинских — Днепропетровск, Львов; одного польского — Белосток. Одна улица названа в честь бывшего подмосковного города Тушино, который в 1960 году стал частью Москвы.
Остальные названия отражают следующие темы: сельское хозяйство и связанные с ним формы трудовой деятельности (7), военное дело (4), особенности рельефа (2), известные личности (1), иное (6).